# 勒泽维尔
勒泽维尔（法語：Lezéville，法語發音：[ləzevil]）是法国上马恩省的一个市镇，属于圣迪济耶区。

## 地理
勒泽维尔（48°25'45"N, 5°23'25"E）面积25.72 平方千米，位于法国大東部大區上马恩省，该省份为法国东北部内陆省份，北起马恩省和默兹省，西接奥布省，西南接科多尔省，东南接上索恩省，东临孚日省。
与勒泽维尔接壤的市镇（或旧市镇、城区）包括：奥尔努瓦地区锡尔方丹、埃什奈、热尔迈、日约梅、托南斯莱穆兰、沙塞博普雷、丹维尔-贝特莱维尔、格朗。

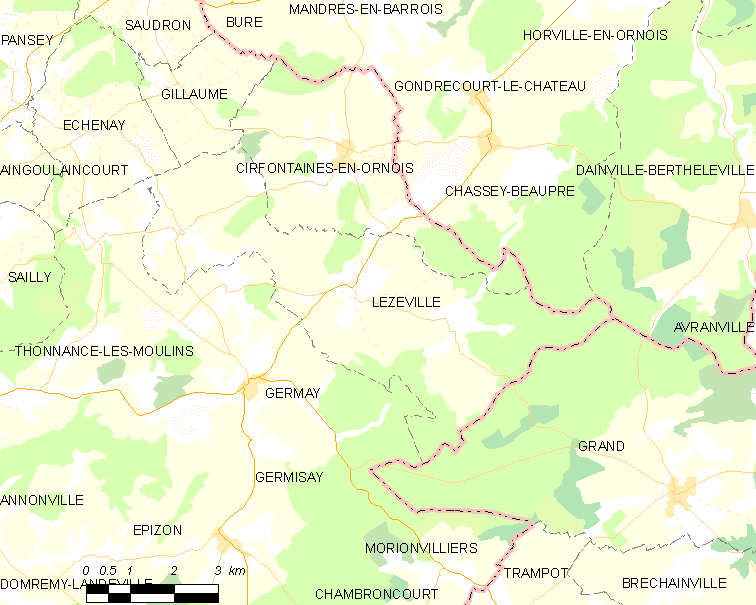
勒泽维尔的OSM定位图

勒泽维尔的时区为UTC+01:00、UTC+02:00（夏令时）。

## 行政
勒泽维尔的邮政编码为52230，INSEE市镇编码为52288。

## 政治
勒泽维尔所属的省级选区为普瓦松县。

## 人口

1962-2008年间勒泽维尔人口变化图示

勒泽维尔于2022年1月1日时的人口数量为108人。